# Alastaro
Alastaro este o fostă comună din Finlanda.